# Remigius Fresenius
Carl Remigius Fresenius, född 28 december 1818 i Frankfurt am Main, död 11 juni 1897 i Wiesbaden, var en tysk kemist.
Fresenius blev 1845 professor vid lantbruksinstitutet i Wiesbaden, där han 1848 inrättade ett kemiskt laboratorium, som 1862 förenades med en farmaceutisk läroanstalt (indragen 1877) och 1868 med en agrikulturkemisk och oenologisk försöksstation. Efter hans död leddes denna anstalt av hans söner Heinrich  och Theodor Wilhelm Fresenius, båda professorer i analytisk kemi.
Fresenius inlade stor förtjänst om den analytiska kemins utveckling och gällde på detta område som auktoritet. Hans förnämsta arbeten är Anleitung zur qualitativen chemischen Analyse (1841; 16:e upplagan 1895; översatt på många kulturspråk) och Anleitung zur quantitativen chemischen Analyse (1846; sjätte upplagan 1875-87, i femte trycket 1905). År 1862 började han utge tidskriften "Zeitschrift für analytische Chemie".
Fresenius invaldes 1883 som utländsk ledamot av Kungliga Vetenskapsakademien.